# Picco Cahuenga
Il Picco Cahuenga è il dodicesimo picco in altezza delle Santa Monica Mountains in California e si trova poco ad ovest della celebre insegna di Hollywood. Ha una altezza di 555 metri e della sua cima si può osservare il bacino di Los Angeles e la San Fernando Valley.
Howard Hughes acquistò il terreno su cui sorge il picco Cahuenga negli anni '40 con obbiettivo di costruire una residenza dove abitare assieme alla sua fidanzata l'attrice Ginger Rogers. A causa tuttavia della rottura del loro rapporto Hughes non procedette con la costruzione e l'area venne lasciata inedificata.